# Alto Canada
L'Alto Canada o Canada Superiore (in inglese Upper Canada) fu una colonia dell'Impero Britannico creata con l'Atto Costituzionale del 1791 per separazione, geografica e politica, della provincia del Québec. Con l'Atto Costituzionale vennero create due province: l'Alto ed il Basso Canada.

L'Alto Canada, come entità politica esistette dal 1791 al febbraio del 1841, quando venne adottato l'Atto di Unione del luglio del 1840 e divenne la regione occidentale della provincia del Canada (chiamata appunto Canada Occidentale), quella a maggioranza anglofona e fedele alla corona inglese.
Occupava il territorio che corrisponde alla parte meridionale dell'odierno Ontario.